# Ochicanthon laetus
Ochicanthon laetus är en skalbaggsart som beskrevs av Gilbert John Arrow 1931. Ochicanthon laetus ingår i släktet Ochicanthon och familjen bladhorningar. Inga underarter finns listade i Catalogue of Life.